# يوهانا بورمان
يوهانا بورمان (بالألمانية: Johanna Bormann)‏ (10 سبتمبر 1893 - 13 ديسمبر 1945) كانت تعمل كحارسة سجن في العديد من مراكز الاعتقال النازية إبان الحرب العالمية الثانية واتسمت بوحشيتها الفائقة في التعامل مع المعتقلين اليهود والمناوئين السياسيين للفكر النازي وتمت محاكمتها وإعدامها من قِبل التحالف عام 1945.

## عملها
انضمت إلى الوحدة الوقائية المعروفة بالولاء التام لأدولف هتلر عام 1938 وخدمت في معسكر «ليختينبورغ» مع 49 من نسوة الوحدة الوقائية، وفي عام 1939 التحقت بمعسكر «ريفنبروك» الكائن بالقرب من مدينة «برلين» لتشرف على السجينات وعلى أعمالهم الشاقة. وفي مارس من عام 1942 تم اختيارها من القلة القليلة للعمل بالحراسة في معسكر «اشويتز» في بولندا وفي أكتوبر من نفس العام انتقلت إلى معسكر «أشويتز بيركيناو» سيّء الذكر. وكانت «جوانا» قصيرة القامة إلّا أن قصر قامتها لم يمنعها من ممارسة أشد أنواع القسوة على المسجونين وقد أطلقوا عليها لقب «صاحبة الكلب» لاقتنائها كلب ضخم وشرس وقد اعتادت أن تطلقه على المساجين وكان الكلب يفتك بالمساجين فتكا. ويتعاظم الخسائر على الألمان، انتقلت «جوانا» للعمل في معسكر «هيندينبيرغ» وفي شهر مارس من نفس العام انتقلت لمعسكر «بيرغن بيلسن» الذي داهمه الحلفاء في شهر أبريل من نفس العام.

## النهاية
بعد اجتياح جنود الحلفاء معسكر «بيرغن بيلسن»، تم إلقاء القبض عليها ومن معها في المعسكر وتم العثور على 10,000 جثة و 60,000 من المساجين الأحياء، وعمل جنود الحلفاء على إرغام جنود القوة الوقائية النازية على نقل الجثث ودفنها.

## المحاكمة
بعد إلقاء القبض عليها واستجوابها من قبل الحلفاء، تم إحالتها للمحكمة العسكرية المعروفة ب «محكمة بيلسين»، استمرت المحكمة من 17 سبتمبر حتى 17 نوفمبر من نفس العام. وقد استمعت المحكمة لإفادات تدين «جوانا» فكانت تطلق العنان لكلبها الشرس على المساجين وكان الكلب بدوره يقتلهم عن طريق تقطيعهم إربا وقد حصلت هذه الأفعال في معسكرات شتى كمعسكر «أشويتز» الشهير. وبعد الإفادات، حكمت المحكمة بإدانتها وأصدرت حكمها بإعدام «جوانا» التي قضت شنقا في تاريخ 13 ديسمبر 1945.